# Bombus sushkini
Bombus sushkini (saknar svenskt namn) är en insekt i överfamiljen bin (Apoidea) och släktet humlor (Bombus) som lever i Centralasien.

## Beskrivning
Bombus sushkini är en förhållandevis liten humla; drottningen kan bli mellan 17 och 19 mm lång, arbetarna 11 till 16 mm, och hanarna omkring 16 mm. Hos honorna är huvud och mellankropp blekgula, den senare dock med ett svart fält mellan vingfästena. Den första tergiten är blekgul, medan tergit 2 är gul på främre hälften, och ibland helt och hållet. Tergit 3, och i förekommande fall även bakre delen av tergit 2 är svarta; på honor från Sichuanprovinsen kan dock det svarta området saknas mer eller mindre helt. Resten av bakkroppen är vit. Hanarna skiljer sig från honorna genom att det svarta på tergit 2 och 3 är uppblandat med gult (det vita området börjar redan på bakre delen av tergit 3), och på att de två sista tergiterna, 6 och 7, är svarta. Humlan är långtungad, och vingarna är ljusbruna.

## Ekologi
Humlan förekommer mindre vanligt i bergsterräng på höjder mellan 3 400 och 4 000 m. Arten samlar pollen och nektar från familjer som kransblommiga växter likt blåsugor och frossörter, ranunkelväxter som stormhattar samt flenörtsväxter likt spiror. Flygtiden är kort och varar mellan juli och mitten av september.

## Utbredning
Bombus sushkini förekommer i Nordasien, främst kring Sibirien, samt i Centralasien från östra Tibet till delar av Kina (provinserna Sichuan, Gansu, Qinghai och Yunnan).

## Taxonomi
Artens taxonomiska ställning är omstridd; vissa auktoriteter betraktar den som en synonym till Bombus tichenkoi.